# Färgelanda (plaats)
Färgelanda is de hoofdplaats van de gemeente Färgelanda in het landschap Dalsland en de provincie Västra Götalands län in Zweden. De plaats heeft 1898 inwoners (2005) en een oppervlakte van 211 hectare.

## Verkeer en vervoer
Bij de plaats lopen de Länsväg 172 en Länsväg 173.